# Adolfo Celli
Adolfo Celli (Santa Fe, 31 dicembre 1896 – 23 febbraio 1968) è stato un calciatore argentino, di ruolo difensore.

## Caratteristiche tecniche
Giocava come difensore sinistro.

## Palmarès

### Club

#### Competizioni nazionali
- Copa Intendente Nicasio Vila: 3

Newell's: 1918, 1921, 1922

### Nazionale
- Campeonato Sudamericano de Football: 1

Argentina 1921